# Volcà de la Roca Negra
Volcà de la Roca Negra är en vulkan i Spanien.   Den ligger i provinsen Província de Girona och regionen Katalonien, i den östra delen av landet, 500 km öster om huvudstaden Madrid. Toppen på Volcà de la Roca Negra är 644 meter över havet. Volcà de la Roca Negra ingår i Serra de les Medes.
Terrängen runt Volcà de la Roca Negra är kuperad. Runt Volcà de la Roca Negra är det glesbefolkat, med 9 invånare per kvadratkilometer. Närmaste större samhälle är Olot, 7,1 km nordväst om Volcà de la Roca Negra. I omgivningarna runt Volcà de la Roca Negra växer i huvudsak blandskog.